# Publikumsverlag
Ein Publikumsverlag ist ein Buchverlag (Belletristik- oder/und Sachbuchverlag), dessen Programmschwerpunkte laut Börsenverein des Deutschen Buchhandels „Literatur (von der Belletristik bis zur ‚ernsten‘ Literatur, von der Lyrik bis zum Theaterstück) und das erzählende Sachbuch“ sind und der für die Veröffentlichung eines Buches das gesamte unternehmerische Risiko trägt.

## Geschäftsmodell
Ein Publikumsverlag trägt alle Kosten, die mit der Herstellung und dem Vertrieb eines Buches zusammenhängen, das sind insbesondere die allgemeinen Vorbereitungskosten, die Satz-, Druck- und Buchbindekosten sowie die Werbe- und Vertriebskosten. Sein Verlagsmarketing übernimmt die vollständige Organisation der Herstellung sowie des Vertriebs und der Werbung durch Pressetermine, Rezensionen und Autorenlesungen. Publikumsverlage beschäftigen in der Regel zur Sicherung des verlegerischen Zieles Fachpersonal wie Lektoren, die die Qualität und die Erfolgsaussichten eingereichter Manuskripte beurteilen, und Korrektoren, die die Qualität bis zur Fertigstellung sichern.
In Deutschland werden seitens der Publikumsverlage Autoren wie auch Herausgebern für ihre jeweilige Veröffentlichung in der Regel ein Honorar bzw. Tantiemen nach den Richtlinien des zwischen dem Verband deutscher Schriftstellerinnen und Schriftsteller (VS) und dem Börsenverein des Deutschen Buchhandels verhandelten Normvertrags zugesichert.

## Organisationen
Seit 1977 bilden Publikumsverlage innerhalb des Börsenvereins mit der IG Belletristik und Sachbuch (vormals AG Publikumsverlage) eine eigene Arbeitsgemeinschaft, der derzeit (Stand: 2018) ca. 130 Verlage angehören.

## Abgrenzungen
Ein Publikumsverlag übernimmt im Zusammenhang mit der Veröffentlichung eines Buches das gesamte unternehmerische Risiko. Dies steht im Gegensatz zur Praxis von Zuschussverlagen, bei denen Autoren oder Herausgeber für Druckkosten in Vorleistung treten oder wie bei Selbstkostenverlagen oder „Pseudoverlagen“ sogar die gesamten Kosten tragen sowie darüber hinausgehende Gebühren leisten müssen.
Neben den obengenannten Unternehmensformen zählen u. a. auch Fach- oder Wissenschaftsverlage nicht zu den Publikumsverlagen.